# Aspidoproctus parvus
Aspidoproctus parvus är en insektsart som först beskrevs av Karl Hermann Leonhard Lindinger 1913.  Aspidoproctus parvus ingår i släktet Aspidoproctus och familjen pärlsköldlöss.
Artens utbredningsområde är Tanzania. Inga underarter finns listade i Catalogue of Life.